# Kentaro Sato
Kentaro Sato (født 14. august 1984) er en japansk fodboldspiller, som spiller for den japanske fodboldklub Renofa Yamaguchi FC.